# يونس بن محمد القسطلي
يونس بن محمد القَسْطَلِّي (أبو الوليد)، شاعر أندلسي. من الكتّاب المصنّفين. رحل إلى المشرق، واستكتبه بعض الولاة. وهو من «قسطلة» إحدى قرى الجزيرة الخضراء. توفي في عام 576 هـ الوافق 1180 م.